# Серхат Тутумлуер
Серхат Тутумлуер (на турски: Serhat Tutumluer) е турски актьор.

## Биография
Роден е на 29 юни 1972 г. в Ескишехир, Турция. Завършва социология в Истанбулския университет, но по-късно заминава за Анкара, за да учи в държавната консерватория на Анкара, където по-късно завършва театър.
Между 1995 и 1997 г. работи в Държавния театър в Анкара. Печели награда за най-добър актьор на 27-ия филмов фестивал в Истанбул за изпълнението си в „Ара“.

## Телевизия
- ' ',,Hercai" (2019-2021) - Hazar Shadoglu
- „Umutsuz Ev Kadınları“ (2011) – Sinan
- „Güneydoğudan Öyküler Önce Vatan“ (2010) – Metin
- „Kül ve Ateş“ (2009) – Ömer
- „Ay Işığı“ (2008) – Kemal
- „Ezo gelin“ (2007) – Kadim
- „Erkekler Ağlamaz“ (2006) – Murat
- „Esir Kalpler“ (2006) – Demir Uyguner
- „Sahra“ (2004) – Mithat
- „Kasırga İnsanları“ (2004) – Alphan
- „Çaylak“ (2003) – Asım
- „Tersine Akan Nehir“ (1995 – 96)

## Кино
- „Yeraltı“ (2012) – Roman Yazarı
- „Kıskanmak“ (2009) – Halit
- „Devrim Arabaları“ (2008) – İsmet
- „Ara“ (2007) – Veli
- „Cenneti Beklerken“ (2005) – Eflatun
- „Büyü“ (2004) – Tarık